# Facundo Torres (musicien)
Pour les articles homonymes, voir Facundo Torres et Torres.
 (novembre 2024).
La mise en forme du texte ne suit pas les recommandations de Wikipédia : il faut le « wikifier ».
Les points d'amélioration suivants sont les cas les plus fréquents :
- Les titres sont pré-formatés par le logiciel. Ils ne sont ni en capitales, ni en gras.
- Le texte ne doit pas être écrit en capitales (les noms de famille non plus), ni en gras, ni en italique, ni en « petit »…
- Le gras n'est utilisé que pour surligner le titre de l'article dans l'introduction, une seule fois.
- L'italique est rarement utilisé : mots en langue étrangère, titres d'œuvres, noms de bateaux, etc.
- Les citations ne sont pas en italique mais en corps de texte normal. Elles sont entourées par des guillemets français : « et ».
- Les listes à puces sont à éviter, des paragraphes rédigés étant largement préférés. Les tableaux sont à réserver à la présentation de données structurées (résultats, etc.).
- Les appels de note de bas de page (petits chiffres en exposant, introduits par l'outil «  Source ») sont à placer entre la fin de phrase et le point final[comme ça].
- Les liens internes (vers d'autres articles de Wikipédia) sont à choisir avec parcimonie. Créez des liens vers des articles approfondissant le sujet. Les termes génériques sans rapport avec le sujet sont à éviter, ainsi que les répétitions de liens vers un même terme.
- Les liens externes sont à placer uniquement dans une section « Liens externes », à la fin de l'article. Ces liens sont à choisir avec parcimonie suivant les règles définies. Si un lien sert de source à l'article, son insertion dans le texte est à faire par les notes de bas de page.
- La présentation des références doit suivre les conventions bibliographiques. Il est recommandé d'utiliser les modèles {{Ouvrage}}, {{Chapitre}}, {{Article}}, {{Lien web}} et/ou {{Bibliographie}}. Le mode d'édition visuel peut mettre en forme automatiquement les références.
- Insérer une infobox (cadre d'informations à droite) n'est pas obligatoire pour parachever la mise en page.

Pour une aide détaillée, merci de consulter Aide:Wikification.
Si vous pensez que ces points ont été résolus, vous pouvez retirer ce bandeau et améliorer la mise en forme d'un autre article.
Facundo Torres, né le 25 septembre 1974 à Buenos Aires, est un compositeur, bandonéoniste et enseignant argentin. Il vit et travaille en France.

## Débuts musicaux
Inspiré par l’enseignement de Néstor Marconi, il commence sa carrière musicale en Argentine, prenant part au renouveau du tango des années 1990.

## Participation à des projets musicaux

### Cuarteto Cedrón
En 2000, il s’installe en France. Il y rencontre Juan « Tata » Cedrón qui lui propose d’intégrer le Cuarteto Cedrón, avec lequel il se produit dans les salles les plus importantes d’Europe, pendant toute la décennie.

### Grand Orchestre de Tango de Juan José Mosalini
A la même période, Facundo Torres fait partie du Grand Orchestre de Juan José Mosalini, avec qui il approfondit la maitrise du bandonéon.

### Gotan Project
Il se lance dans le tango électronique en intégrant Gotan Project en 2007. Ce groupe de renommée internationale révolutionne le style musical et réussit à rapprocher à nouveau la jeunesse du tango. Opéra de Sydney, Palau de la Música (Barcelone), Olympia de Paris, Tempodrom (Berlin), Coachella Festival (Californie), Sziget Festival (Budapest), Théâtre Music Hall (Moscou)  ou le Teatro de la Avenida Corrientes (Buenos Aires) font partie des salles et rendez-vous d’envergure dans lesquels il a joué.  

### Plaza Francia - Catherine Ringer
À la suite de Gotan Project, Facundo Torres rencontre Catherine Ringer qu’il accompagne de 2013 à 2015 avec le groupe Plaza Francia. C’est dans cette formation que Ringer découvre l’univers de la musique argentine.

### Autres collaborations
Au fil des années Facundo Torres collabore avec plusieurs artistes de tango et de variété française tels que Melingo ou Marie Laforêt. Il compose également la musique originale du spectacle « Roméo et Juliette Tango ».
Depuis 2023, il forme le Duo Torres-Fruscella avec le guitariste Antonio Fruscella. Ensemble, ils proposent un programme autour du tango. 

## Enseignement
En 2022 il commence à enseigner le bandonéon au Conservatoire Gabriel Fauré (Savigny le Temple), où il exerce toujours.

## Discographie
- « Nocturno » - Orquesta de tango La Típica (2002)
- « Piove en Sant Telmo » - Cuerteto Cedrón (2004)[8]
- « Orejitas perfumadas » - Cuarteto Cedrón (2007)[9]
- « Frison Frison » - Cuarteto Cedrón (2007)
- « Live aux Bouffes Parisiens » - Marie Laforêt (2005)[10]
- « Tango 3.0 Live » - Gotan Project (2011)
- « Sombras Criollas » - Facundo Torres (2010)
- « A new tango song book, Live Re-Experience » - Catherine Ringer / Plaza Francia (2015)[11]

## Sources
1. ↑  « Facundo Torres - Che Paris »
2. ↑  « Cuarteto Cedrón, Théâtre du Rond-Point (Paris) », sur Théâtre du Rond-Point
3. ↑  (en) Larry Heath, « Gotan Project – Sydney Opera House (05.12.10) », The Au Review,‎ 6 décembre 2010 (lire en ligne)
4. ↑  Jacques Denis, « Reportage - Dernier Gotan à Moscou », Libération,‎ 4 avril 2010 (lire en ligne)
5. ↑  (es) Paula Claro, « SOMOS DE PARÍS ¡Y BUENOS AIRES! », El Bondi,‎ 15 septembre 2011 (lire en ligne)
6. ↑  « La Cigale avec Melingo », sur LaCigale.fr
7. ↑  « Roméo et Juliette Tango »
8. ↑  « Piove en San Telmo (Canciones Lunfardas) - Cuarteto Cedrón », 2004
9. ↑  « Orejitas Perfumadas - Cuarteto Cedron », 2007
10. ↑  « Live aux Bouffes Parisiens 2005 - Marie Laforêt », 2005
11. ↑  « Plaza Francia – Live Re - Experience », 2015